# خوان أغيليرا
خوان أغيليرا (بالإسبانية: Juan Aguilera)‏ مواليد 22 مارس 1962 في برشلونة، هو لاعب كرة مضرب إسباني سابق بدأ مسيرته كمحترف سنة 1980 وكان يلعب باليد اليمنى، اعتزل اللعب في 1 أكتوبر 1991. أعلى تصنيف له في الفردي كان المركز السابع في سنة 1984.

## روابط خارجية
- خوان أغيليرا على موقع رابطة محترفي التنس (الإنجليزية)
- خوان أغيليرا على موقع الاتحاد الدولي لكرة المضرب (الإنجليزية)
- خوان أغيليرا على موقع كأس ديفيز (الإنجليزية)
- خوان أغيليرا على موقع خلاصة التنس.كوم (الإنجليزية)